# Посольство Монголии в Польше
Посольство Монголии в Республике Польша (монг. Польш дахь Монгол Улсын Элчин сайдын яам, пол. Ambasada Mongolii w Rzeczypospolitej Polskiej) — главное дипломатическое представительство Монголии в Польше, расположено в Варшаве по адресу ул. Рейтана, 15.
Должность Чрезвычайного и Полномочного посла Монголии в Польше занимает Дорж Бархасын (монг. Бархасын Дорж, пол. Dorj Barkhas). Выпускник МГИМО и Вестминстерского университета, имеет степень магистра международных отношений. В Министерстве иностранных дел Монголии с 1989 года, работал вторым секретарем и советником-посланником в Посольстве в Варшаве в 2000—2004 и 2013—2016 годах. С 2016 года занимал должность директора департамента планирования политики МИД Монголии.
Также посол Монголии в Польше аккредитован в Латвийской Республике.
Дипломатические отношения между Монголией и Польшей были установлены 14 апреля 1950 года. Посольство Монголии в Польше было открыто в Варшаве в 1959 году. За период своей деятельности посольство сменило несколько адресов пребывания, с 1986 года посольство располагается в здании на улице Рейтана, 15.